# Novamedia
Novamedia is een Nederlands bedrijf dat wereldwijd postcodeloterijen opzet. Ondertussen baat Novamedia die naast Nederland ook uit in Zweden, Noorwegen, Duitsland en het Verenigd Koninkrijk.

## Geschiedenis
Novamedia is in 1983 opgericht als marketingbureau voor goededoelenorganisaties door Boudewijn Poelmann en Annemiek Hoogenboom. In 1989 zette Poelmann samen met Simon Jelsma, Frank Leeman en Herman de Jong de Nationale Postcode Loterij op, een loterij op basis van postcodes.
Ook Sponsor Bingo Loterij maakt sinds 1998 deel uit van Novamedia - vanaf 2011 VriendenLoterij genoemd. In 2002 heeft Novamedia de activiteiten van BankGiro Loterij overgenomen. Vanaf augustus 2021 gingen VriendenLoterij en BankGiro Loterij verder onder de naam VriendenLoterij. De Nationale Postcode Loterij en VriendenLoterij maken deel uit van de holding Nationale Goede Doelen Loterijen NV.
Novamedia lanceerde vier loterijen in het buitenland. In 2005 startte het Svenska Postkodlotteriet in Zweden en de People's Postcode Lottery in Groot-Brittannië. In 2016 werd Deutsche Postcode Lotterie gelanceerd in heel Duitsland en in 2018 begon Norsk Postkodelotteri in Noorwegen.
In 2020 behaalden de door Novamedia uitgebate postcodeloterijen een omzet van ruim 2,1 miljard euro, waarvan ruim 763 miljoen euro werd verdeeld onder de goede doelen. CEO van Novamedia is Sigrid van Aken.

## Ambassadeurs
Novamedia's postcodeloterijen worden actief ondersteund door ambassadeurs, waaronder wereldleiders, topsporters en Nobelprijswinnaars voor de Vrede, zoals Muhammad Yunus, Desmond Tutu, Denis Mukwege, Nadia Murad, Rafael Nadal, Emma Thompson, George Clooney, Ruud Gullit en Katarina Witt.